# Botanophila vitticollis
Botanophila vitticollis este o specie de muște din genul Botanophila, familia Anthomyiidae. A fost descrisă pentru prima dată de Fritz Isidore van Emden în anul 1941. Conform Catalogue of Life specia Botanophila vitticollis nu are subspecii cunoscute.